# Andrea Blede
Andrea Blede (sinh ngày 6 tháng 7 năm 1984) là một cầu thủ bóng đá người Pháp.

## Sự nghiệp câu lạc bộ
Andrea Blede đã từng chơi cho Kamatamare Sanuki.